# 图尔库经济学院
60°27′17″N 22°17′19″E / 60.45472°N 22.28861°E
图尔库经济学院（芬蘭語：Turun Kauppakorkeakoulu），位于芬兰图尔库，在芬兰同类型高等院校中规模仅次于赫尔辛基经济学院，2008年拥有339名雇员、2650名本科生及硕士生、214名博士生，另有开放大学及继续教育学员近千名。2010年1月1日，图尔库经济学院与图尔库大学合并成为新的图尔库大学。之后作为图尔库大学的一个学院继续存在。

## 历史
图尔库经济学院成立于1950年，由其基金会管理，当时在图尔库市中心的商业区办学。1958年，学院在现址建造了自己的校舍，此后在1980年代和2000年代两度扩建。图尔库经济学院分别在1960年和1970年培养出首位硕士毕业生和首位博士毕业生。1977年，学院由基金会转交给政府管理。1984年，图尔库经济学院与坦佩雷理工大学合作，在波里联合创办了波里研究教育中心。1992年，芬兰未来研究中心在图尔库经济学院成立。作为芬兰近年来高等教育改革的组成部分，图尔库经济学院于2010年初与图尔库大学合并。

## 历任院长

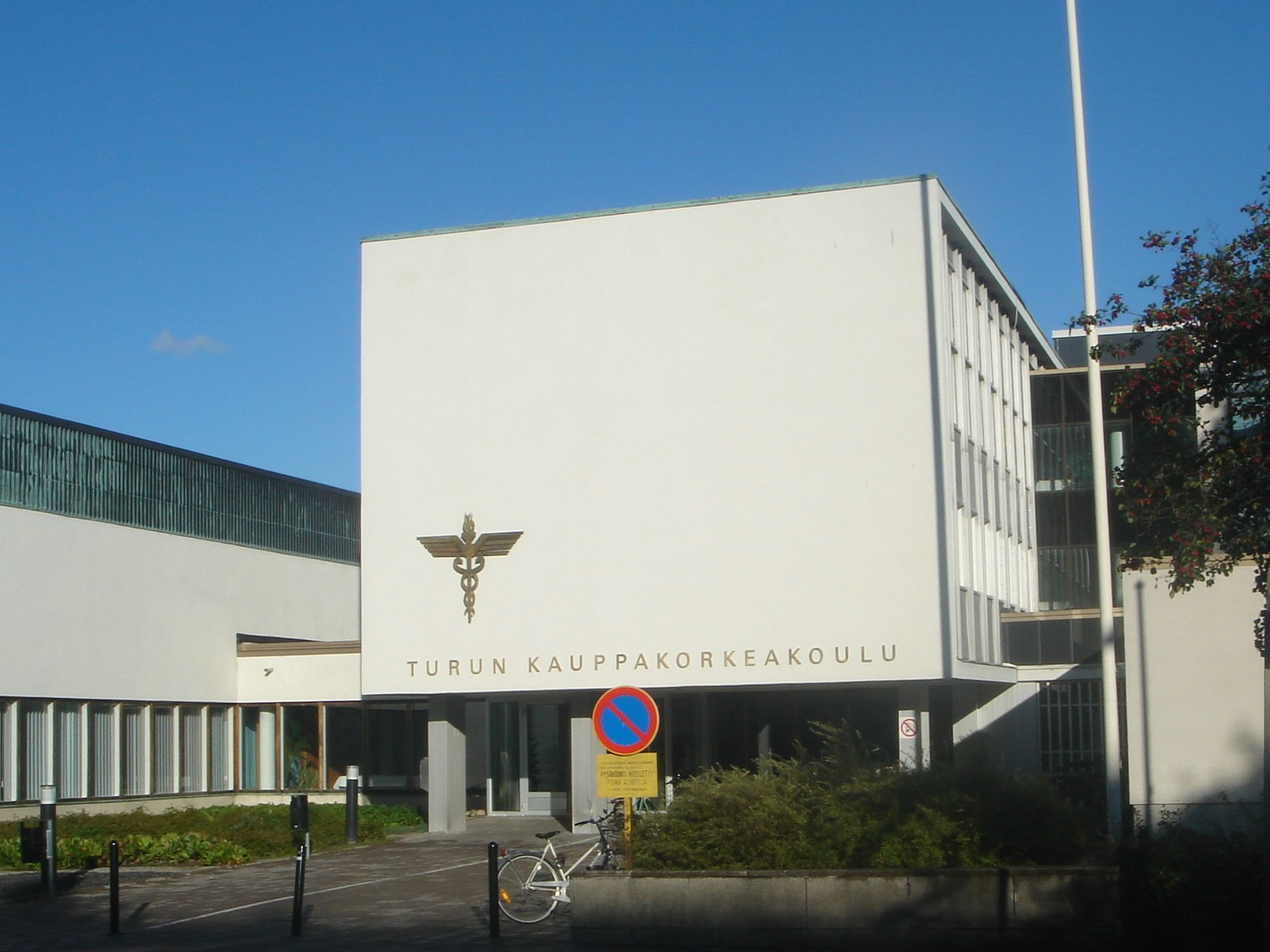
图尔库经济学院主楼

作为独立的大学时共有6人先后担任过图尔库经济学院的院长，分别是：
- 尼洛·伊科拉：1950年－1954年
- 温托·维尔塔宁：1954年－1956年
- 奥沃·森蒂：1956年－1959年、1962年－1968年
- 韦科·哈尔默：1959年－1962年、1968年－1977年
- 雷诺·卡内尔瓦：1978年－1995年
- 塔皮奥·雷波宁：1995年－2009年

作为图尔库大学的一个学院后，院长如下：
- Satu Lähteenmäki：2010年-2012年
- Markus Granlund：2012年起

## 教学及研究机构
图尔库经济学院设有五个系，分别是管理系、会计系、市场系、经济系、以及语言系。此外，还设有五个特别单元，分别是：商业与创新发展单元、研究与教育中心、芬兰未来研究中心、波里单元、以及图尔库计算机中心。
图尔库经济学院开设了三个国际硕士课程，分别是全球信息技术管理硕士、全球创新管理硕士、以及未来研究硕士。此外，与法国埃克斯-昂-普罗旺斯企业管理学院、荷兰蒂尔堡大学共同开设了一个欧盟Erasmus Mundus硕士课程，即信息技术管理国际硕士（IMMIT）。

## 校际交流与合作
图尔库经济学院与同城的图尔库大学、奥布学术大学开展了紧密的合作，共同建设Aboa经济学中心、图尔库计算机科学中心、以及图尔库法学院。在国际上，图尔库经济学院与全球30个国家的80所大学签署了学生交换协议，并且参与了欧盟的Erasmus、北欧地区的Nordplus等校际合作项目。